# حاجبية راينهولد
حاجبية راينهولد (باللاتينية: Ophrys reinholdii) نوع نباتي ينتمي إلى جنس الحاجبية من الفصيلة السحلبية.

## البيئة والانتشار
موطن هذا النوع بلاد الشام وقبرص وتركيا والبلقان.

## مرادفات للاسم العلمي
- (باللاتينية: Ophrys spruneri var. reinholdii (Spruner ex Fleischm.) Nyman)
- (باللاتينية: Ophrys reinhardiorum Paulus)
- (باللاتينية: Ophrys reinholdii f. albovirescens B.Willing & E.Willing)